# 100 mm Type 14
Il  cannone antiaereo da 100 mm Type 14 (十四年式10cm高射砲?, Jyūyonen-shiki jissenchi Koshahō) era un cannone antiaereo da 100 mm impiegato dall'Esercito imperiale giapponese dopo la prima guerra mondiale. Il nome era dovuto all'anno di adozione da parte dell'Esercito imperiale, il quattordicesimo di regno dell'imperatore Taishō, cioè il 1929. Prodotto in quantità limitate, venne rimpiazzato dal 75 mm Type 88, entrato in produzione prima dell'inizio della seconda guerra mondiale.

## Storia

### Sviluppo e produzione
Dopo l'esperienza nell'assedio di Tsingtao contro l'embrionale squadrone da combattimento della Luftstreitkräfte tedesca, lo Stato maggiore dell'Esercito imperiale si rese conto che la nuova minaccia aerea richiedeva delle adeguate contromisure. Questa convinzione venne presto rinforzata dai rapporti degli osservatori militari nipponici sul teatro europeo della prima guerra mondiale, apertosi nell'estate 1914.
Dopo l'introduzione presso le unità di prima linea del cannone da 75 mm Type 11, l'Esercito imperiale si rese conto dei suoi limiti di potenza e gittata, necessarie per la difesa delle città giapponesi da eventuali bombardamenti strategici. Fu quindi sviluppata e messa in produzione nel 1925 una versione ingrandita del Type 11, ovvero il cannone da 100 mm Type 14. Tuttavia, il pezzo era costoso da produrre e si dimostrò poco preciso; vennero completate solo 70 unità prima che la produzione venisse interrotta.

### Impiego operativo
Tutti i cannoni Type 14 vennero assegnati alla 4ª Divisione di artiglieria antiaerea dell'Esercito, basata in Kyūshū durante la guerra del Pacifico. Alcune unità furono basate nelle città dell'isola per la difesa contro i bombardamenti alleati, ma la maggior parte dei cannoni venne posta a difesa degli stabilimenti Yawata di Kitakyūshū.

## Tecnica
Il Type 14 aveva una canna monoblocco con otturatore a cuneo orizzontale. La culla, con sistema di rinculo idropneumatico, era montata su un affusto a piedistallo centrale. La piattaforma di tiro era stabilizzata da sei gambe, ognuna con un piede di livellamento a vite (presente anche sotto al piedistallo). Per il trasporto l'affusto, con le gambe ripiegate, veniva dotato di ruote; la messa in batteria richiedeva da 30 a 45 minuti.
Il pezzo sparava un proiettile da 16 kg ad una quota di 10.500 m, che costituiva un notevole miglioramento rispetto al Type 11, ma la cadenza di fuoco era ancora bassa ed i cannoni vennero quindi tutti retrofittati con un sistema di caricamento automatico.